# Stiliger vossi
Stiliger vossi är en snäckart som beskrevs av Ev. Marcus och Er. Marcus 1960. Stiliger vossi ingår i släktet Stiliger och familjen Stiligeridae. Inga underarter finns listade i Catalogue of Life.